# 平岡宕峯
平岡 宕峯（ひらおか とうほう、本名：平岡 静人(ひらおか しずと)、1896年8月24日 - 1994年6月20日）は、清風学園・清風南海学園創立者で、現在も清風学園では校祖、清風南海学園では学父として崇められている。広島県呉市下蒲刈町出身。佛教大学仏教学部卒業。勲三等瑞宝章。名誉哲学博士号（韓国円光大学より）。高野山真言宗大僧正。大阪府私学連合会会長も務めた。

## 著書
- 「般若心経の信仰」（創元社）
- 「すずめの子 : みんなで教育を考えよう : 育てよう!子どもの夢を」（学園書房）
  - 平岡 宕峯他数人の共著。滑川道夫他数人による編。